# 戴金 (內布拉斯加州)
戴金（英語：Daykin）是位於美國內布拉斯加州傑佛遜縣的村。

## 人口
根據2020年美國人口普查的數據，戴金的面積為0.43平方千米，皆為陸地。當地共有人口157人，而人口密度為每平方千米365人。